# Kisato Nakamura
 Kisato Nakamura (* 7. Januar 1993 in Urayasu) ist eine ehemalige japanische Radrennfahrerin, die auf Bahn und Straße aktiv war.

## Sportlicher Werdegang
2014 wurde Kisato Nakamura Asienmeisterin im Punktefahren. Bis 2015 startete drei Mal im Einzelzeitfahren der japanischen Meisterschaften, ihre beste Platzierung war der fünfte Platz im Jahr 2013. Anschließend konzentrierte sie sich auf Bahnradsport. 2017 wurde sie japanische Meisterin in der Mannschaftsverfolgung, eine Disziplin, in der sie in den folgenden Jahren bei Meisterschaften und Weltcups erfolgreich sein sollte. Im Jahr darauf errang sie bei den Asienspielen in Jakarta mit Yūmi Kajihara, Miha Yoshikawa und Yuya Hashimoto Bronze in der Mannschaftsverfolgung. Bei den Asienmeisterschaften 2018 holte sie Kajihara den Titel im Zweier-Mannschaftsfahren. 2021 gewann sie mit Kajihara beim Nations’ Cup in Hong Kong das Zweier-Mannschaftsfahren.
2021 wurde Nakamura zum Start im Zweier-Mannschaftsfahren bei den Olympischen Spielen in Tokio nominiert; das japanische Duo konnte das Rennen aber nicht beenden. Ende 2021 beendete sie ihre aktive Radsportlaufbahn.

## Erfolge
2014
- Asienmeisterin – Punktefahren

2017
- Japanische Meisterin – Mannschaftsverfolgung (mit Nao Suzuki, Yūmi Kajihara und Kie Furuyama)

2018
- Asienspiele – Mannschaftsverfolgung (mit Yūmi Kajihara, Miha Yoshikawa und Yuya Hashimoto)
- Asienmeisterin – Zweier-Mannschaftsfahren (mit Yūmi Kajihara)

2019
- Asienmeisterschaft – Mannschaftsverfolgung (mit Kie Furuyama, Yūmi Kajihara und Miho Yoshikawa)
- Japanische Meisterin – Scratch, Zweier-Mannschaftsfahren (mit Yūmi Kajihara)

2020
- Asienmeisterschaft – Mannschaftsverfolgung (mit Yūmi Kajihara, Kie Furuyama und Nao Suzuki)
- Japanische Meisterin – Madison (mit Yūmi Kajihara), Mannschaftsverfolgung (mit Minami Uwano, Nao Suzuki und Kie Furuyama)

2021
- Nations’ Cup in Hongkong – Zweier-Mannschaftsfahren (mit Yūmi Kajihara)